# Madge Blake
Madge Blake, (nacida Cummings) (Kinsley, Kansas, 31 de mayo de 1899-Pasadena, California, 19 de febrero de 1969) fue una actriz estadounidense conocida principalmente por su papel de Tía Harriet Cooper en la serie de la ABC Batman, emitida en los años 60.
Además de su papel en Batman, Blake fue la desconcertada madre de «Larry Mondello» en Leave It to Beaver (1957), la efusiva y chismosa columnista Dora Bailey en Cantando bajo la lluvia (1952), y también fue modelo para una de las hadas de la versión animada de Disney La bella durmiente (1959).
Blake también hizo el papel de «Flora McMichael», junto a Walter Brennan, en la serie de la ABC The Real McCoys, una popular comedia de situación de los años cincuenta y sesenta que giraba alrededor de una familia de Virginia Occidental trasladada al sur de California. 
Antes de su papel en Batman, intervino en el episodio piloto de The Addams Family (emitido en Estados Unidos en septiembre de 1964) como Miss Comstock, una directiva del colegio de los niños Addams. Blake también apareció en un episodio memorable de I Love Lucy en 1957 con George Reeves como artista invitado con el papel de Superman.
Con su salud deteriorándose, su papel de Tía Harriet fue reducido, y con la presentación del personaje de Batgirl en la temporada tercera y final de Batman sólo pudo intervenir en dos episodios como artista invitada. Falleció por un infarto agudo de miocardio poco después de que se cancelara la serie, a los 69 años de edad. Está enterrada en el cementerio Grand View Memorial Park en Glendale, California.

## Filmografía
- La costilla de Adán (1949)
- A Life of Her Own (1950)
- Between Midnight and Dawn (1950)
- Finders Keepers (1951)
- The Prowler (El merodeador) (1951)
- M (1951)
- No Questions Asked (1951)
- Queen for a Day (1951)
- Rhubarb (1951)
- A Millionaire for Christy (1951)
- Un americano en París (1951)
- Cantando bajo la lluvia (1952)
- Skirts Ahoy! (1952)
- Washington Story (1952)
- Something for the Birds (1952)
- The Iron Mistress (La novia de acero) (1952)
- It Grows on Trees (1952)
- The Bad and the Beautiful (Cautivos del mal) (1952)
- It Happens Every Thursday (1953)
- The Band Wagon (1953)
- Dangerous Crossing (1953)
- The Long, Long Trailer (1954)
- Rhapsody (Rapsodia) (1954)
- Fireman Save My Child (1954)
- Brigadoon (1954)
- Ricochet Romance (1954)
- Ain't Misbehavin' (1955)
- The Private War of Major Benson (1955)
- It's Always Fair Weather (1955)
- The Tender Trap (1955)
- Glory (1956)
- Please Murder Me (1956)
- The Solid Gold Cadillac (1956)
- Kelly and Me (1957)
- Designing Woman (1957)
- Loving You (1957)
- All Mine to Give (1957)
- The Heart Is a Rebel (1958)
- Please Don't Eat the Daisies (1960)
- Sergeants 3 (1962)
- Looking for Love (1964)
- The Trouble with Angels (1966)
- The Last of the Secret Agents? (1966)
- Batman (1966)
- Follow Me, Boys! (1966)